# Blumenau Vikings
O Blumenau Vikings (ABLUFA - Associação Blumenauense de Futebol Americano - entidade esportiva sem fins lucrativos) foi uma equipe de futebol americano amadora sediada na cidade de Blumenau, no estado de Santa Catarina, que faz parte da Liga Catarinense de Futebol Americano.
A equipe foi sucessora dos antigos times do Riesen (2007 a 2011) e Bárbaros do Vale (2011 a 2013).
No seu primeiro ano (2018), disputou o Campeonato Catarinense de Futebol Americano e a Copa Sul de Futebol Americano.
A primeira partida oficial foi um jogo-amistoso contra a equipe do Brusque Weavers. O primeiro Touchdown marcado pela equipe através do RB #1 Tiago Jiu.
Criado oficialmente em 28 de outubro de 2017 detém o título da maior seletiva de atletas do estado de SC com 340 inscritos, sendo 232 candidatos presentes em campo para os testes (Tryout). No ano seguinte após sua criação a Prefeitura Municipal de Blumenau instituiu o "Dia Municipal do Futebol Americano" em homenagem ao clube e à divulgação da modalidade na cidade.

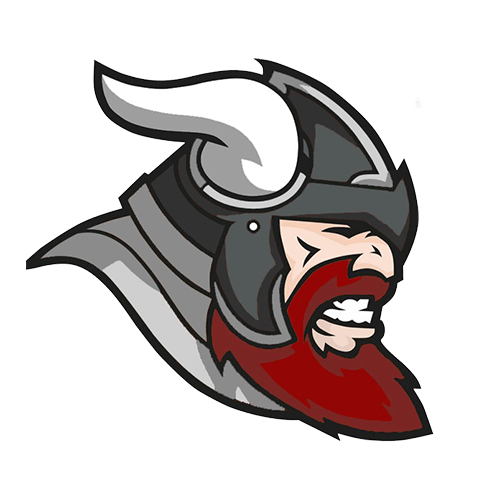
Logo Blumenau Vikings

Sua maior conquista e realização foi o vice-campeonato da Copa Sul de Futebol Americano logo em seu primeiro ano de competições em jogos oficiais. A final foi contra o time do Itajaí Almirantes na cidade de Blumenau na Associação da Haco. Nessa oportunidade o Head Coach da equipe era Bertu Fernandez com passagens pela Espanha, substituindo Thiago Farias (ex atleta da Seleção Brasileira) que assumiu a equipe no seu primeiro ano.
A equipe enfrentou dificuldades após o título da Copa Sul e a pandemia acabou encerrando os trabalhos de campo. 

## Participações Estaduais

### Liga Catarinense de Futebol Americano
| Ano  | Posição        |
| 2019 | Fase de Grupos |

## Participações Regionais

### Copa Sul de Futebol Americano
| Ano  | Posição      |
| 2019 | Vice-Campeão |